# Kumara
Kumara is een kleine plaats in de regio West Coast op het Zuidereiland van Nieuw-Zeeland, 30 kilometer ten zuiden van Greymouth aan Highway 73. Tijdens de jaren 70 van de 19e eeuw was Kumara een van de belangrijkste goudmijncentra van het land, maar tegenwoordig is het een klein dorp.